# Cmentarz Chuchelski
Cmentarz Chuchelski (cz. Chuchelský hřbitov) – cmentarz położony w stolicy Czech w dzielnicy Praga 16 (Velká Chuchle).

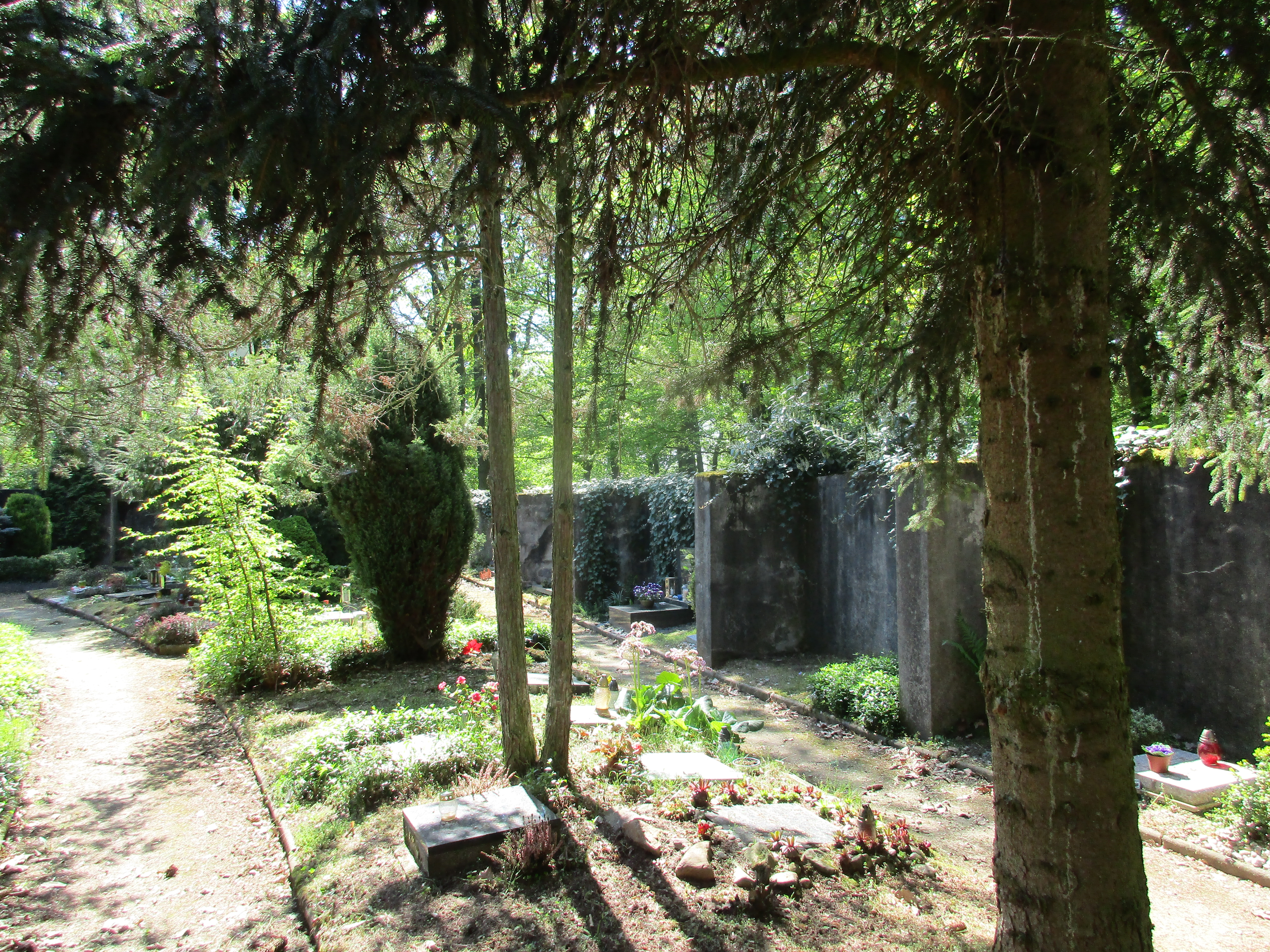
Gaj urnowy w nowej części cmentarza

## Historia
We wsi Malá Chuchle istniał dawniej cmentarz w kościele Narodzenia Najświętszej Marii Panny. Ponieważ był często zalewany powodziami, dla mieszkańców obu wsi Chuchle, na wzgórzu w lesie, utworzono nowy cmentarz.
Obecny cmentarz składa się z dwóch części - starej, w której znajdują się tradycyjne groby, oraz nowej, która jest gajem urnowym i która jest oddzielona od starego cmentarza starym murem cmentarnym. Pomiędzy między dwoma częściami znajduje się kostnica, w centralnej części starego cmentarza znajduje się czarny żeliwny krzyż z figurą Chrystusem..
Główne wejście na stary cmentarz jest zlokalizowane od strony kościoła kościele św. Jana Nepomucena. Wśród pochowanych znajduje się pisarz i lekarz František Novotný, asystent i przyjaciel Jana Evangelisty Purkyněgo. 1 lipca 1882 Czeskie Stowarzyszenie Medyczne w Pradze ofiarowało i odsłoniło jego pomnik, który znajduje się na środku północno-wschodniej części muru cmentarnego. Spoczywa tu również pisarz Norbert Frýd, a we wschodniej części cmentarza znajdują się dwa wielkie pomniki z rzeźbami nagrobnymi, należące do przyrodnika Lwa Uherki i jego żony Marii Ossip. Ta część nekropolii posiada dodatkową furtę wejściową.
Nowa część cmentarza posiada oddzielną bramę, jest to gaj urnowy, w którym epitafia zostały umieszczone bezpośrednio na ziemi, w trawie między drzewami. Jest tu pochowany dyrygent i kompozytor Milivoj Uzelac.